# Mežciems (Riga)
Mežciems est un voisinage de la Vidzeme à l'est de Riga (Lettonie).

## Géographie
Mežciems est un quartier de la banlieue de Vidzeme.
Mežciems borde les quartiers de Jugla, Dreiliņi, Purvciems et Teika. 
Le quartier Mežciems est situé dans la partie orientale de Riga, comprenant tout le massif forestier de Biķernieki. 
Les espaces naturels et verts occupent 63 % du territoire. 
La principale structure résidentielle, composée à la fois d'immeubles de grande hauteur et de maisons individuelles, est située à l'est du quartier. 

## Histoire
Dans la région de Biķernieki, les champs étaient sablonneux et marécageux, et les parcelles étaient petites. De nombreux résidents locaux pêchaient dans le lac Jugla. Au XVIe siècle siècle, ces pêcheurs se regroupent au sein d'une guilde dont le symbole était une coupe (biķeris en letton). C'est probablement de là que vient le nom de la région. En 1672, le Conseil de Riga dissout cette guilde.
Il y avait plusieurs manoirs dans la région de Mežciems. Le manoir de Gaiļ (et) était situé sur les rives du lac Gaiļezers. Le manoir de Kaul (et) était situé près de l'église de Biķeri (et). D'autres manoirs importants étaient le manoir de Hackmann (et) et le manoir de Burchard.
Au XIXe siècle, le quartier est nommé « Burhardciems » d'après le manoir de Burchard. La partie nord de la colonie est annexée à la ville de Riga en 1934 et la partie sud en 1974. Des travaux de construction plus intensifs ont été réalisés de 1975 à 1986 pour loger 15.000 habitants.
Il existe plusieurs établissements médicaux à Mežciem, notamment les unités hospitalières de l'Hôpital universitaire de l'Est de Riga et de la clinique pédiatrique de l’hôpital universitaire ainsi que des unités de l'Université de Lettonie et de l'Université Stradiņš qui proposent un enseignement supérieur dans des spécialités liées à la médecine. 
En outre, le studio de cinéma de Riga et l'Église évangélique luthérienne Sainte-Catherine sont situés à Mežciem.
Le centre de protection sociale de Riga "Mežciems" est également situé à Mežciem, rue Malienas 3a. 
La superficie du quartier Mežciems est de 7,667 km2.

## Transports
- Bus: 	15, 16, 21, 29, 31, 33, 63
- Trolleybus: 14, 18, 35